# Компенсированный полупроводник
Компенси́рованный полупроводни́к — легированный полупроводник с примерно одинаковыми концентрациями доноров и акцепторов, свойства которого близки к свойствам собственных полупроводников. 
Для многих практических применений возникает потребность в полупроводниках с малой проводимостью. Лучше всего этой потребности соответствуют собственные полупроводники, но для их получения требуется совершенная очистка материала от примесей. Часто это слишком трудно, особенно когда высокоомную область нужно создать внутри уже легированного участка полупроводникового прибора. 
Для получения малой проводимости необходимо сместить уровень химического потенциала внутрь запрещённой зоны. Этого можно достичь, добавляя акцепторы к исходному полупроводнику n-типа или доноры к полупроводнику p-типа. Как следствие, возникают компенсированные полупроводники. В них электроны с донорных уровней переходят на акцепторные уровни, заполняя их и уменьшая концентрацию дырок.